# Nenad Marković
Nenad Marković Zorić (Doboj, 6 giugno 1968) è un ex cestista e allenatore di pallacanestro bosniaco con cittadinanza spagnola.

## Carriera
Con la Bosnia ed Erzegovina ha disputato tre edizioni dei Campionati europei (1997, 1999, 2001).
Sino al 16 gennaio 2025, ha allenato in Italia nella Dinamo Sassari.

## Palmarès

### Giocatore
- Coppa di Bosnia ed Erzegovina: 1

Bosna: 2005

### Allenatore
- Coppa Intercontinentale: 1

CB Canarias: 2017